# Campeonato nacional de Santo Tomé y Príncipe
El Campeonato nacional de Santo Tomé y Príncipe es la máxima división del fútbol de Santo Tomé y Príncipe, se disputa desde 1977 y es organizada por la Federación Santotomense de Fútbol.
El campeón se define entre los campeones de las 2 ligas que existen actualmente en el país, la Liga de fútbol de la Isla de Santo Tomé y la Liga de fútbol de la Isla de Príncipe

## Ligas 2018

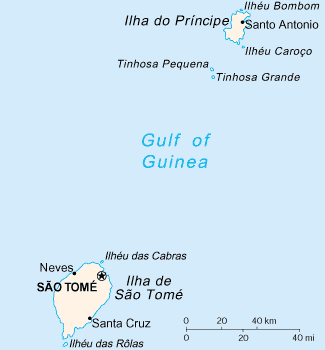
Santo Tomé y Príncipe.

| Liga                                    | 1a. División | 2a. División | 3a. División |
| --------------------------------------- | ------------ | ------------ | ------------ |
| Liga de fútbol de la Isla de Santo Tomé | 12           | 10           | 10           |
| Liga de fútbol de la Isla de Príncipe   | 6            | -            | -            |

## Palmarés
| Temporada | Campeón                          | Subcampeón                       |
| --------- | -------------------------------- | -------------------------------- |
| 1977      | Vitória FC (Riboque)             |                                  |
| 1978      | Vitória FC (Riboque)             |                                  |
| 1979      | Vitória FC (Riboque)             |                                  |
| 1980      | Clube Desportivo de Guadalupe    |                                  |
| 1981      | Clube Desportivo de Guadalupe    |                                  |
| 1982      | Sporting Clube da Praia Cruz     |                                  |
| 1983      | Torneo no disputado              | Torneo no disputado              |
| 1984      | Andorinha SC                     |                                  |
| 1985      | Sporting Clube da Praia Cruz     |                                  |
| 1986      | Vitória FC (Riboque)             |                                  |
| 1987      | Torneo no disputado              | Torneo no disputado              |
| 1988      | Desportivo Militar 6 de Setembro |                                  |
| 1989      | Vitória FC (Riboque)             |                                  |
| 1990      | Grupo Desportivo Os Operários    |                                  |
| 1991      | Santana FC                       |                                  |
| 1992      | Torneo no disputado              | Torneo no disputado              |
| 1993      | Grupo Desportivo Os Operários    |                                  |
| 1994      | Sporting Clube da Praia Cruz     |                                  |
| 1995      | FC Inter Bom-Bom                 |                                  |
| 1996      | Caixão Grande FC                 |                                  |
| 1997      | Torneo no disputado              | Torneo no disputado              |
| 1998      | Grupo Desportivo Os Operários    | Vitória FC (Riboque)             |
| 1999      | Sporting Clube da Praia Cruz     | FC do Porto Real                 |
| 2000      | Inter Bom-Bom                    | GD Sundy                         |
| 2001      | Bairros Unidos FC                | GD Sundy                         |
| 2002      | Torneo no disputado              | Torneo no disputado              |
| 2003      | FC Inter Bom-Bom                 | Desportivo 1.º de Maio           |
| 2004      | Grupo Desportivo Os Operários    | UD Sardinha Caça de Água Izé     |
| 2005      | Torneo no disputado              | Torneo no disputado              |
| 2006      | Torneo no disputado              | Torneo no disputado              |
| 2007      | Sporting Clube da Praia Cruz     | UD Aeroporto, Picão e Belo Monte |
| 2008      | Torneo no disputado              | Torneo no disputado              |
| 2009-10   | Grupo Desportivo Sundy           | Vitória FC (Riboque)             |
| 2011      | Sporting Clube do Príncipe       | Vitória FC (Riboque)             |
| 2012      | Sporting Clube do Príncipe       | Sporting Clube da Praia Cruz     |
| 2013      | Sporting Clube da Praia Cruz     | FC do Porto Real                 |
| 2014      | União Desportiva Rei Amador      | FC do Porto Real                 |
| 2015      | Sporting Clube da Praia Cruz     | Sporting Clube do Príncipe       |
| 2016      | Sporting Clube da Praia Cruz     | Sporting Clube do Príncipe       |
| 2017      | União Desportiva Rei Amador      | Grupo Desportivo Os Operários    |
| 2018      | União Desportiva Rei Amador      | FC do Porto Real                 |
| 2019      | Agrosport de Monte Café          | Grupo Desportivo Os Operários    |
| 2020      | Torneo no disputado              | Torneo no disputado              |
| 2021-22   | Grupo Desportivo Os Operários    | Desportivo Militar 6 de Setembro |
| 2023      | Desportivo Militar 6 de Setembro | Grupo Desportivo Os Operários    |
| 2024      | Agrosport de Monte Café          | FC do Porto Real                 |

## Títulos por club
| Club                                 | Isla       | Campeón | Años campeón                                   |
| ------------------------------------ | ---------- | ------- | ---------------------------------------------- |
| Sporting Clube da Praia Cruz         | Santo Tomé | 8       | 1982, 1985, 1994, 1999, 2007, 2013, 2015, 2016 |
| Vitória FC (Riboque)                 | Santo Tomé | 5       | 1977, 1978, 1979, 1986, 1989                   |
| Grupo Desportivo Os Operários        | Príncipe   | 5       | 1990, 1993, 1998, 2004, 2022                   |
| União Desportiva Rei Amador          | Santo Tomé | 3       | 2014, 2017, 2018                               |
| FC Inter Bom-Bom                     | Santo Tomé | 3       | 1995, 2000, 2003                               |
| Clube Desportivo de Guadalupe        | Santo Tomé | 2       | 1980, 1981                                     |
| Bairros Unidos FC (Caixão Grande FC) | Santo Tomé | 2       | 1996, 2001                                     |
| Sporting Clube do Príncipe           | Príncipe   | 2       | 2011, 2012                                     |
| Agrosport de Monte Café              | Santo Tomé | 2       | 2019, 2024                                     |
| Desportivo Militar 6 de Setembro     | Santo Tomé | 2       | 1988, 2023                                     |
| Andorinha Sport Club                 | Santo Tomé | 1       | 1984                                           |
| Santana Futebol Clube                | Santo Tomé | 1       | 1991                                           |
| Grupo Desportivo Sundy               | Príncipe   | 1       | 2009-10                                        |

### Palmarés por isla
| Isla       | Campeonatos |
| ---------- | ----------- |
| Santo Tomé | 29          |
| Príncipe   | 8           |